# Jake Rosenzweig
Jake Rosenzweig (ur. 14 kwietnia 1989 w Londynie) – amerykański kierowca wyścigowy.

## Kariera

### Formuła Renault
Jake karierę rozpoczął w 2000 roku od startów w kartingu. W 2008 roku awansował do wyścigów samochodów jednomiejscowych, debiutując we zachodnioeuropejskiej oraz europejskiej Formule Renault. W pierwszej z nich ośmiokrotnie sięgał po punkty (najlepiej spisał się podczas rundy w portugalskim Estoril, gdzie zajął odpowiednio piątą oraz szóstą pozycję), ostatecznie kończąc zmagania na 9. miejscu. W drugiej z kolei dwukrotnie znalazł się na dziesiątej lokacie. Zdobyte punkty sklasyfikowały go na 28. pozycji. Oprócz regularnych startów, Amerykanin wziął udział również w sześciu wyścigach Brytyjskiej edycji Pucharu Porsche Carrera, a także w zmaganiach serii wyścigów samochodów sportowych Rolex, w kategorii GT.

### Formuła 3
W sezonie 2009 awansował do Formuły 3 Euroseries. Wystąpiwszy we wszystkich wyścigach, Jake zdobył punkty w zaledwie jednej rundzie, na holenderskim torze Zandvoort, gdzie zajął odpowiednio siódmą i trzecią lokatę. Dzięki temu w klasyfikacji generalnej uplasował się na 18. miejscu. Rosenzweig zaliczył również gościnny występ w eliminacji Brytyjskiej Formuły 3, na belgijskim obiekcie Spa-Francorchamps (nie był liczony do klasyfikacji). W pierwszym starcie Amerykanin dojechał na piątej pozycji, natomiast w drugim rywalizację zakończył przedwcześnie. Jake wziął udział także w prestiżowych wyścigach - Masters of Formuła 3 oraz Grand Prix Makau – jednakże bez powodzenia. Ponownie odnotował udział w brytyjskim cyklu Porsche Carrera.

### Azjatycka Seria GP2
W przerwie zimowej Amerykanin zadebiutował w Azjatyckiej Serii GP2. Jake wystartował w dwóch ostatnich rundach w brytyjskim zespole Super Nova Racing, w którym zastąpił Szweda Marcus Ericssona. We wszystkich wyścigach dojechał do mety, jednakże w niepunktowanej drugiej dziesiątce. Najwyżej sklasyfikowany został podczas sobotnich zmagań w Bahrajnie, gdzie uplasował się na czternastym miejscu.

### Formuła Renault 3.5
W roku 2010 Rosenzweig rozpoczął starty w Formule Renault 3.5. Będąc kierowcą zespołu Carlin, Jake nie spisał się jednak najlepiej, będąc sklasyfikowanym dopiero na 19. pozycji, podczas gdy jego partner Michaił Aloszyn sięgnął po tytuł mistrzowski. Amerykanin czterokrotnie zdobył punkty, najlepszą lokatę uzyskując w inauguracyjnym wyścigu na torze Alcanaz, gdzie znalazł się na siódmej lokacie. Największy sukces odniósł w na belgijskim Spa-Francorchamps, na którym sięgnął po pole position. Dzień później zajął jednak dopiero ósme miejsce.
W kolejnym sezonie Amerykanin reprezentował malezyjską stajnię Mofaz Racing. Rosenzweig ponownie sięgnął po punkty czterokrotnie, a podczas zmagań na francuskim torze Paul Ricard, dwukrotnie zajął czwartą lokatę. W pierwszym starcie, na węgierskim Hungaroringu, wykręcił również najszybszy czas okrążenia. Ostatecznie zmagania zakończył na 15. pozycji.

### Seria GP2
W 2012 roku Amerykanin wystartował w czterech wyścigach Serii GP2z hiszpańską ekipą Barwa Addax Teamm. W żadnym wyścigu jednak nie punktował. Rok później wystartował już w całym cyklu, jednak również nigdy nie plasował się w strefie punktujących kierowców.

## Statystyki
| Sezon   | Seria                                                 | Zespół             | Wyścigi | Zwycięstwa | PP | NO | Podium | Punkty | Pozycja |
| ------- | ----------------------------------------------------- | ------------------ | ------- | ---------- | -- | -- | ------ | ------ | ------- |
| 2008    | Zachodnioeuropejska Formuła Renault                   | Epsilon Euskadi    | 15      | 0          | 0  | 1  | 0      | 30     | 9       |
| 2008    | Europejska Formuła Renault                            | Epsilon Euskadi    | 14      | 0          | 0  | 0  | 0      | 2      | 28      |
| 2008    | Brytyjski Puchar Porsche Carrera                      | Team Parker Racing | 6       | 0          | 0  | 1  | 0      | 0      | N/A†    |
| 2008    | Seria wyścigów samochodów sportowych Rolex - klasa GT | Alegra Motorsports | 1       | 0          | 0  | 0  | 0      | 1      | 106     |
| 2009    | Formuła 3 Euroseries                                  | Carlin Motorsport  | 20      | 0          | 0  | 0  | 1      | 6      | 18      |
| 2009    | Brytyjska Formuła 3                                   | Carlin Motorsport  | 2       | 0          | 0  | 0  | 0      | 0      | N/A     |
| 2009    | Masters of Formuła 3                                  | Carlin Motorsport  | 1       | 0          | 0  | 0  | 0      | N/A    | 29      |
| 2009    | Grand Prix Makau                                      | Fortec Motorsport  | 1       | 0          | 0  | 0  | 0      | N/A    | NS      |
| 2009    | Brytyjski Puchar Porsche Carrera                      | Team Parker Racing | 6       | 0          | 0  | 0  | 0      | 0      | N/A†    |
| 2009–10 | Azjatycka seria GP2                                   | Super Nova Racing  | 4       | 0          | 0  | 0  | 0      | 0      | 30      |
| 2010    | Formuła Renault 3.5                                   | Carlin             | 17      | 0          | 1  | 0  | 0      | 13     | 19      |
| 2010    | Auto GP                                               | Super Nova Racing  | 2       | 0          | 0  | 0  | 0      | 5      | 17      |
| 2011    | Formuła Renault 3.5                                   | Mofaz Racing       | 17      | 0          | 0  | 1  | 0      | 33     | 15      |
| 2012    | Formuła Renault 3.5                                   | I.S.R. Racing      | 17      | 0          | 0  | 0  | 0      | 8      | 21      |
| 2012    | Seria GP2                                             | Barwa Addax Team   | 4       | 0          | 0  | 0  | 0      | 0      | 32      |
| 2013    | Seria GP2                                             | Barwa Addax Team   | 22      | 0          | 0  | 0  | 0      | 0      | 28      |

## Starty w GP2
| Legenda oznaczeń w tabelach wyników Wyświetl szablon na nowej stronie | Legenda oznaczeń w tabelach wyników Wyświetl szablon na nowej stronie                                                                     |
| Oznaczenie                                                            | Wyjaśnienie |
| --------------------------------------------------------------------- | --- |
| Złoty                                                                 | Zwycięzca lub mistrzostwo |
| Srebrny                                                               | 2. miejsce lub wicemistrzostwo |
| Brązowy                                                               | 3. miejsce lub II wicemistrzostwo |
| Zielony                                                               | Ukończył, punktował (w klasyfikacji generalnej, gdy zdobył co najmniej jeden punkt na przestrzeni sezonu, poza trzema powyższymi opcjami) |
| Niebieski                                                             | Ukończył, nie punktował (w klasyfikacji generalnej, gdy nie zdobył co najmniej jednego punktu na przestrzeni sezonu)                      |
| Czerwony                                                              | Nie zakwalifikował się (NZ) |
| Czerwony                                                              | Nie prekwalifikował się (NPK) |
| Różowy                                                                | Nie ukończył (NU) |
| Różowy                                                                | Niesklasyfikowany (NS) (w klasyfikacji generalnej, gdy nie został sklasyfikowany w żadnym wyścigu sezonu)                                 |
| Czarny                                                                | Zdyskwalifikowany (DK) |
| Czarny                                                                | Wykluczony (WYK/EX) |
| Biały                                                                 | Nie wystartował (NW) |
| Biały                                                                 | Kontuzjowany (K/INJ) |
| Biały                                                                 | Wyścig odwołany (OD/C) |
| Bez koloru                                                            | Został wycofany (WYC/WD) |
| Bez koloru                                                            | Nie przybył (NP/DNA) |
| Bez koloru                                                            | Nie brał udziału w treningach (NT/DNP) |
| Bez koloru                                                            | Nie został zgłoszony (–) |
| Pogrubienie                                                           | Start z pole position |
| Kursywa                                                               | Najszybsze okrążenie wyścigu |
| †                                                                     | Nie ukończył, ale jego rezultat został zaliczony ze względu na przejechanie więcej niż 90% dystansu wyścigu.                              |
| *                                                                     | Sezon w trakcie |
| 1/2/3                                                                 | Punktowana pozycja w sprincie kwalifikacyjnym                                                                                             |
| Lista systemów punktacji Formuły 1                                    | |

| Rok  | Zespół      | Wyniki w poszczególnych eliminacjach | Wyniki w poszczególnych eliminacjach | Wyniki w poszczególnych eliminacjach | Wyniki w poszczególnych eliminacjach | Wyniki w poszczególnych eliminacjach | Wyniki w poszczególnych eliminacjach | Wyniki w poszczególnych eliminacjach | Wyniki w poszczególnych eliminacjach | Wyniki w poszczególnych eliminacjach | Wyniki w poszczególnych eliminacjach | Wyniki w poszczególnych eliminacjach | Wyniki w poszczególnych eliminacjach | Wyniki w poszczególnych eliminacjach | Wyniki w poszczególnych eliminacjach | Wyniki w poszczególnych eliminacjach | Wyniki w poszczególnych eliminacjach | Wyniki w poszczególnych eliminacjach | Wyniki w poszczególnych eliminacjach | Wyniki w poszczególnych eliminacjach | Wyniki w poszczególnych eliminacjach | Wyniki w poszczególnych eliminacjach | Wyniki w poszczególnych eliminacjach | Wyniki w poszczególnych eliminacjach | Wyniki w poszczególnych eliminacjach | Punkty | Pozycja |
| ---- | ----------- | ------------------------------------ | ------------------------------------ | ------------------------------------ | ------------------------------------ | ------------------------------------ | ------------------------------------ | ------------------------------------ | ------------------------------------ | ------------------------------------ | ------------------------------------ | ------------------------------------ | ------------------------------------ | ------------------------------------ | ------------------------------------ | ------------------------------------ | ------------------------------------ | ------------------------------------ | ------------------------------------ | ------------------------------------ | ------------------------------------ | ------------------------------------ | ------------------------------------ | ------------------------------------ | ------------------------------------ | ------ | ------- |
| 2012 | Barwa Addax | MAL                                  | MAL                                  | BHR                                  | BHR                                  | BHR                                  | BHR                                  | ESP                                  | ESP                                  | MON                                  | MON                                  | VAL                                  | VAL                                  | GBR                                  | GBR                                  | DEU                                  | DEU                                  | HUN                                  | HUN                                  | BEL                                  | BEL                                  | ITA                                  | ITA                                  | SIN                                  | SIN                                  | 0      | 32      |
| 2012 | Barwa Addax | -                                    | -                                    | -                                    | -                                    | -                                    | -                                    | -                                    | -                                    | -                                    | -                                    | -                                    | -                                    | -                                    | -                                    | -                                    | -                                    | -                                    | -                                    | -                                    | -                                    | 18                                   | 19                                   | 15                                   | 17                                   | 0      | 32      |
| 2013 | Barwa Addax | MAL                                  | MAL                                  | BHR                                  | BHR                                  | ESP                                  | ESP                                  | MON                                  | MON                                  | GBR                                  | GBR                                  | DEU                                  | DEU                                  | HUN                                  | HUN                                  | BEL                                  | BEL                                  | ITA                                  | ITA                                  | SIN                                  | SIN                                  | ARE                                  | ARE                                  |                                      |                                      | 0      | 28      |
| 2013 | Barwa Addax | 18                                   | 20                                   | 16                                   | 19                                   | 14                                   | 22                                   | 14                                   | 10                                   | 14                                   | 21                                   | 23                                   | 20                                   | 25                                   | 15                                   | 17                                   | 21                                   | NU                                   | 18                                   | 15                                   | 18                                   | 21                                   | 11                                   |                                      |                                      | 0      | 28      |

## Wyniki w Azjatyckiej Serii GP2
| Legenda oznaczeń w tabelach wyników Wyświetl szablon na nowej stronie | Legenda oznaczeń w tabelach wyników Wyświetl szablon na nowej stronie                                                                     |
| Oznaczenie                                                            | Wyjaśnienie |
| --------------------------------------------------------------------- | --- |
| Złoty                                                                 | Zwycięzca lub mistrzostwo |
| Srebrny                                                               | 2. miejsce lub wicemistrzostwo |
| Brązowy                                                               | 3. miejsce lub II wicemistrzostwo |
| Zielony                                                               | Ukończył, punktował (w klasyfikacji generalnej, gdy zdobył co najmniej jeden punkt na przestrzeni sezonu, poza trzema powyższymi opcjami) |
| Niebieski                                                             | Ukończył, nie punktował (w klasyfikacji generalnej, gdy nie zdobył co najmniej jednego punktu na przestrzeni sezonu)                      |
| Czerwony                                                              | Nie zakwalifikował się (NZ) |
| Czerwony                                                              | Nie prekwalifikował się (NPK) |
| Różowy                                                                | Nie ukończył (NU) |
| Różowy                                                                | Niesklasyfikowany (NS) (w klasyfikacji generalnej, gdy nie został sklasyfikowany w żadnym wyścigu sezonu)                                 |
| Czarny                                                                | Zdyskwalifikowany (DK) |
| Czarny                                                                | Wykluczony (WYK/EX) |
| Biały                                                                 | Nie wystartował (NW) |
| Biały                                                                 | Kontuzjowany (K/INJ) |
| Biały                                                                 | Wyścig odwołany (OD/C) |
| Bez koloru                                                            | Został wycofany (WYC/WD) |
| Bez koloru                                                            | Nie przybył (NP/DNA) |
| Bez koloru                                                            | Nie brał udziału w treningach (NT/DNP) |
| Bez koloru                                                            | Nie został zgłoszony (–) |
| Pogrubienie                                                           | Start z pole position |
| Kursywa                                                               | Najszybsze okrążenie wyścigu |
| †                                                                     | Nie ukończył, ale jego rezultat został zaliczony ze względu na przejechanie więcej niż 90% dystansu wyścigu.                              |
| *                                                                     | Sezon w trakcie |
| 1/2/3                                                                 | Punktowana pozycja w sprincie kwalifikacyjnym                                                                                             |
| Lista systemów punktacji Formuły 1                                    | |

| Rok       | Zespół            | Wyniki w poszczególnych eliminacjach | Wyniki w poszczególnych eliminacjach | Wyniki w poszczególnych eliminacjach | Wyniki w poszczególnych eliminacjach | Wyniki w poszczególnych eliminacjach | Wyniki w poszczególnych eliminacjach | Wyniki w poszczególnych eliminacjach | Wyniki w poszczególnych eliminacjach | Punkty | Pozycja |
| --------- | ----------------- | ------------------------------------ | ------------------------------------ | ------------------------------------ | ------------------------------------ | ------------------------------------ | ------------------------------------ | ------------------------------------ | ------------------------------------ | ------ | ------- |
| 2009/2010 | Super Nova Racing | ARE                                  | ARE                                  | ARE                                  | ARE                                  | BHR                                  | BHR                                  | BHR                                  | BHR                                  | 0      | 30      |
| 2009/2010 | Super Nova Racing | -                                    | -                                    | -                                    | -                                    | 19                                   | 14                                   | 17                                   | 17                                   | 0      | 30      |

## Wyniki w Formule Renault 3.5
| Legenda oznaczeń w tabelach wyników Wyświetl szablon na nowej stronie | Legenda oznaczeń w tabelach wyników Wyświetl szablon na nowej stronie                                                                     |
| Oznaczenie                                                            | Wyjaśnienie |
| --------------------------------------------------------------------- | --- |
| Złoty                                                                 | Zwycięzca lub mistrzostwo |
| Srebrny                                                               | 2. miejsce lub wicemistrzostwo |
| Brązowy                                                               | 3. miejsce lub II wicemistrzostwo |
| Zielony                                                               | Ukończył, punktował (w klasyfikacji generalnej, gdy zdobył co najmniej jeden punkt na przestrzeni sezonu, poza trzema powyższymi opcjami) |
| Niebieski                                                             | Ukończył, nie punktował (w klasyfikacji generalnej, gdy nie zdobył co najmniej jednego punktu na przestrzeni sezonu)                      |
| Czerwony                                                              | Nie zakwalifikował się (NZ) |
| Czerwony                                                              | Nie prekwalifikował się (NPK) |
| Różowy                                                                | Nie ukończył (NU) |
| Różowy                                                                | Niesklasyfikowany (NS) (w klasyfikacji generalnej, gdy nie został sklasyfikowany w żadnym wyścigu sezonu)                                 |
| Czarny                                                                | Zdyskwalifikowany (DK) |
| Czarny                                                                | Wykluczony (WYK/EX) |
| Biały                                                                 | Nie wystartował (NW) |
| Biały                                                                 | Kontuzjowany (K/INJ) |
| Biały                                                                 | Wyścig odwołany (OD/C) |
| Bez koloru                                                            | Został wycofany (WYC/WD) |
| Bez koloru                                                            | Nie przybył (NP/DNA) |
| Bez koloru                                                            | Nie brał udziału w treningach (NT/DNP) |
| Bez koloru                                                            | Nie został zgłoszony (–) |
| Pogrubienie                                                           | Start z pole position |
| Kursywa                                                               | Najszybsze okrążenie wyścigu |
| †                                                                     | Nie ukończył, ale jego rezultat został zaliczony ze względu na przejechanie więcej niż 90% dystansu wyścigu.                              |
| *                                                                     | Sezon w trakcie |
| 1/2/3                                                                 | Punktowana pozycja w sprincie kwalifikacyjnym                                                                                             |
| Lista systemów punktacji Formuły 1                                    | |

| Rok  | Zespół       | Wyniki w poszczególnych eliminacjach | Wyniki w poszczególnych eliminacjach | Wyniki w poszczególnych eliminacjach | Wyniki w poszczególnych eliminacjach | Wyniki w poszczególnych eliminacjach | Wyniki w poszczególnych eliminacjach | Wyniki w poszczególnych eliminacjach | Wyniki w poszczególnych eliminacjach | Wyniki w poszczególnych eliminacjach | Wyniki w poszczególnych eliminacjach | Wyniki w poszczególnych eliminacjach | Wyniki w poszczególnych eliminacjach | Wyniki w poszczególnych eliminacjach | Wyniki w poszczególnych eliminacjach | Wyniki w poszczególnych eliminacjach | Wyniki w poszczególnych eliminacjach | Wyniki w poszczególnych eliminacjach | Punkty | Pozycja |
| ---- | ------------ | ------------------------------------ | ------------------------------------ | ------------------------------------ | ------------------------------------ | ------------------------------------ | ------------------------------------ | ------------------------------------ | ------------------------------------ | ------------------------------------ | ------------------------------------ | ------------------------------------ | ------------------------------------ | ------------------------------------ | ------------------------------------ | ------------------------------------ | ------------------------------------ | ------------------------------------ | ------ | ------- |
| 2010 | Carlin       | ARA                                  | ARA                                  | BEL                                  | BEL                                  | MON                                  | CZE                                  | CZE                                  | FRA                                  | FRA                                  | HUN                                  | HUN                                  | DEU                                  | DEU                                  | GBR                                  | GBR                                  | CAT                                  | CAT                                  | 13     | 19      |
| 2010 | Carlin       | 7                                    | 12                                   | 14                                   | 8                                    | 13                                   | 16                                   | 16                                   | 13                                   | 13                                   | 8                                    | 8                                    | NU                                   | NW                                   | 14                                   | 20                                   | 12                                   | 11                                   | 13     | 19      |
| 2011 | Mofaz Racing | ARA                                  | ARA                                  | BEL                                  | BEL                                  | ITA                                  | ITA                                  | MON                                  | DEU                                  | DEU                                  | HUN                                  | HUN                                  | GBR                                  | GBR                                  | FRA                                  | FRA                                  | CAT                                  | CAT                                  | 33     | 15      |
| 2011 | Mofaz Racing | 13                                   | 12                                   | 20                                   | NU                                   | 11                                   | 16                                   | 18                                   | 10                                   | NU                                   | NU                                   | 15                                   | 11                                   | 6                                    | 4                                    | 4                                    | 19                                   | NU                                   | 33     | 15      |
| 2012 | ISR          | ARA                                  | ARA                                  | MON                                  | BEL                                  | BEL                                  | DEU                                  | DEU                                  | RUS                                  | RUS                                  | GBR                                  | GBR                                  | HUN                                  | HUN                                  | FRA                                  | FRA                                  | CAT                                  | CAT                                  | 8      | 21      |
| 2012 | ISR          | NU                                   | NU                                   | NU                                   | 6                                    | 18                                   | 11                                   | 17                                   | NU                                   | 12                                   | NU                                   | 13                                   | 16                                   | 22                                   | 20                                   | 20                                   | 17                                   | 11                                   | 8      | 21      |